# Kowalówka (Cieszanów)
Kowalówka (bis 11. März 1939 deutsch Freifeld) ist eine Ortschaft mit einem Schulzenamt der Gemeinde Cieszanów im Powiat Lubaczowski der Woiwodschaft Karpatenvorland, Polen.

## Geschichte
Bei der Ersten Teilung Polens kamen die Kammergüter der Stadt Lubaczów 1772 zum neuen Königreich Galizien und Lodomerien des habsburgischen Kaiserreichs (ab 1804).
Das Dorf entstand im Jahre 1783 im Zuge der Josephinischen Kolonisation auf dem Grund des Dorfes Młodów. Deutsche Kolonisten katholischer Konfession wurden dort angesiedelt. Die Kolonie wurde Freifeld genannt. Bis Ende des 19. Jahrhunderts wurden die Nachgeborenen der Kolonisten polonisiert. Im Jahre 1900 hatte das Dorf Freifeld 42 Häuser mit 255 Einwohnern, davon 123 polnischsprachige, 83 deutschsprachige, 49 ruthenischsprachige, 178 römisch-katholische, 42 griechisch-katholische, 35 Juden.
1918, nach dem Ende des Ersten Weltkriegs und dem Zusammenbruch der k.u.k. Monarchie, kam Freifeld zu Polen.
Im Jahre 1921 hatte das Dorf Freifeld 53 Häuser mit 271 Einwohnern, davon 203 Polen, 68 Ruthenen, 164 katholische, 88 griechisch-katholische, 19 Juden.
Im Zweiten Weltkrieg gehörte es zuerst zur Sowjetunion und ab 1941 zum Generalgouvernement.
Von 1975 bis 1998 gehörte Kowalówka zur Woiwodschaft Przemyśl.

## Sehenswürdigkeiten
- Ehemalige griechisch-katholische Kirche (2. Hälfte des 18. Jahrhunderts), jetzt katholische Filialkirche;

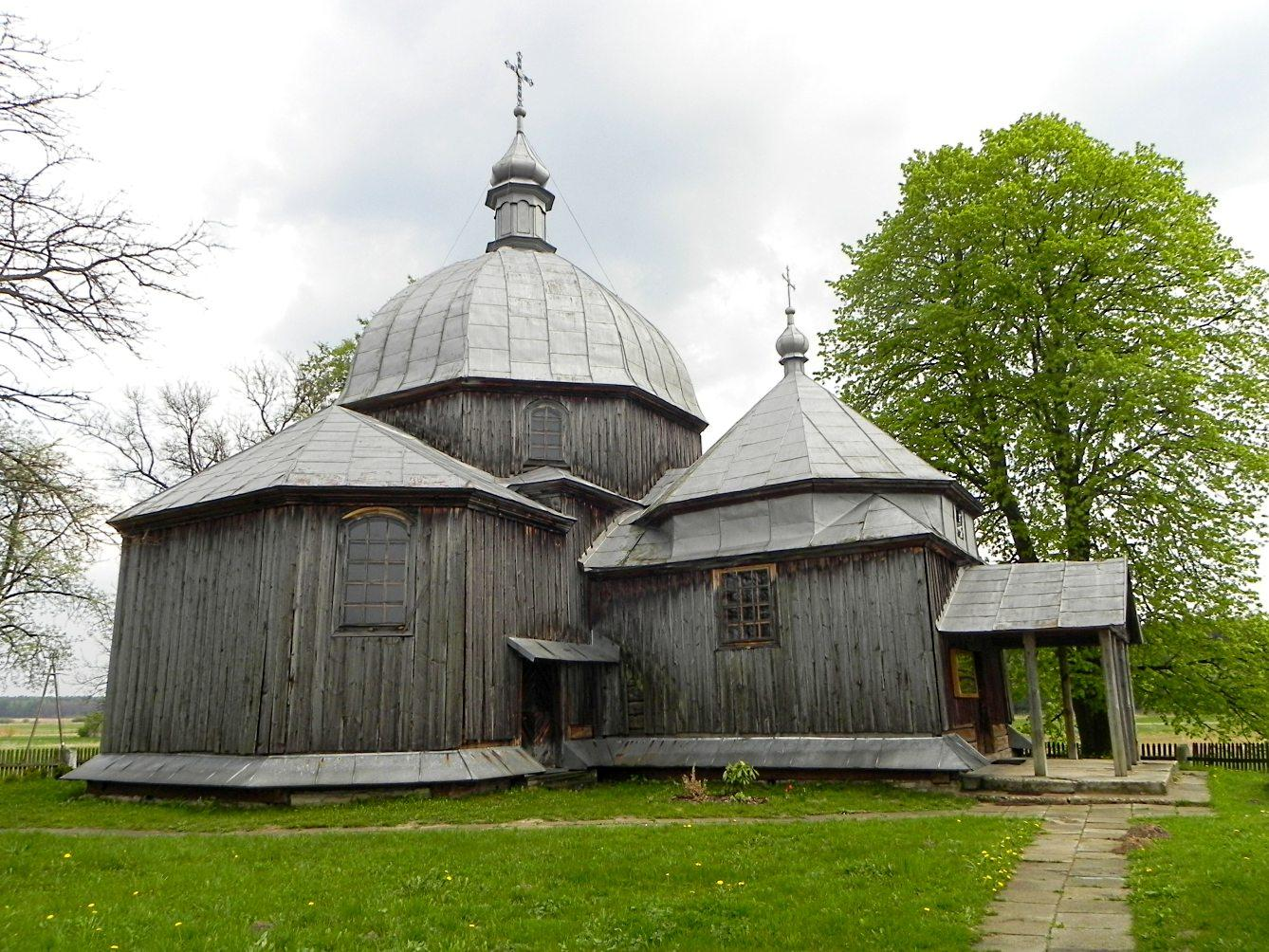
Ehemalige griechisch-katholische Kirche